# Gauliga Nordmark 1934/35
De Gauliga Nordmark 1934/35 was het tweede voetbalkampioenschap van de Gauliga Nordmark. Eimsbütteler TV werd kampioen en plaatste zich voor de eindronde om de Duitse landstitel, waar de club in de groepsfase uitgeschakeld werd.

## Eindstand
| Plaats | Club                 | Wed. | W  | G | V  | Saldo | Ptn   |
| ------ | -------------------- | ---- | -- | - | -- | ----- | ----- |
| 1.     | Eimsbütteler TV      | 18   | 15 | 2 | 1  | 62:19 | 32:04 |
| 2.     | Hamburger SV         | 18   | 13 | 0 | 5  | 55:32 | 26:10 |
| 3.     | Kieler SV Holstein   | 18   | 11 | 3 | 4  | 53:27 | 25:11 |
| 4.     | SC Victoria Hamburg  | 18   | 7  | 6 | 5  | 51:43 | 20:16 |
| 5.     | SV Polizei Lübeck    | 18   | 5  | 4 | 9  | 38:47 | 14:22 |
| 6.     | SC Union 03 Altona   | 18   | 4  | 6 | 8  | 45:56 | 14:22 |
| 7.     | Altonaer FC 1893 VfL | 18   | 5  | 4 | 9  | 29:39 | 14:22 |
| 8.     | SV Polizei Hamburg   | 18   | 6  | 1 | 11 | 37:43 | 13:23 |
| 9.     | FV Borussia 03 Kiel  | 18   | 4  | 4 | 10 | 28:53 | 12:24 |
| 10.    | FC St. Pauli         | 18   | 4  | 2 | 12 | 22:61 | 10:26 |

|  | Kampioen   |
|  | Degradatie |

## Promotie-eindronde
Polizei SV Kiel trok zich na drie wedstrijden terug. De overige drie clubs speelden nog tegen elkaar voor het tweede promotieticket.
| Plaats | Club                  | Wed. | Saldo | Ptn. |
| ------ | --------------------- | ---- | ----- | ---- |
| 1.     | SC Sperber Hamburg    | 3    | 12:8  | 6:0  |
| 2.     | Hermannia Veddel      | 3    | 8:8   | 2:4  |
| 3.     | Lübecker BV 03 Phönix | 3    | 5:6   | 2:4  |
| 4.     | Adlero Neustadt-Cleve | 3    | 6:9   | 2:4  |
| 5.     | Polizei SV Kiel       | 3    | 3:6   | 2:4  |

|  | Kampioen                       |
|  | Play-off tweede promotieticket |

| Team 1                | Uitslag | Team 2                |
| --------------------- | ------- | --------------------- |
| Lübecker BV 03 Phönix | 3:1     | Hermannia Veddel      |
| Adlero Neustadt-Cleve | 2:3     | Lübecker BV 03 Phönix |
| Hermannia Veddel      | 3:3     | Adlero Neustadt-Cleve |